# Friedrich-Wilhelm von Chappuis
Friedrich-Wilhelm von Chappuis (13 de setembro de 1886 – 27 de agosto de 1942) foi um oficial alemão que serviu durante a Segunda Guerra Mundial. Foi condecorado com a Cruz de Cavaleiro da Cruz de Ferro.

## Carreira militar
Chappuis ingressou no Guarda Grenadier Regiment No. 5 do exército prussiano em 6 de março de 1906 como estandarte. Durante a Primeira Guerra Mundial, ele lutou como capitão nas frentes ocidental e oriental. Após o fim da guerra, trabalhou em um corpo de voluntários e foi aceito no Reichswehr em outubro de 1919, onde ocupou diversas posições em tropas e no estado-maior. Em 1934, tornou-se comandante do 5º Regimento de Infantaria (Prussiano).
A partir de 1º de abril de 1938, Chappuis serviu como Major-General Chefe do Estado-Maior do XIV Corpo de Exército. Em 6 de outubro de 1939, ele foi nomeado comandante da 15ª Divisão de Infantaria e, em 1º de janeiro de 1940, foi promovido a tenente-general. Em 12 de agosto de 1940, Chappuis assumiu o comando da 16ª Divisão de Infantaria. Desde 15 de março de 1941, ele atuou como Comandante Geral do XXXVIII Corpo de Exército, que participou da campanha russa como parte do Grupo de Exércitos Norte. Em 24 de abril de 1942, Chappuis foi substituído desse posto e transferido para a Führerreserve.
Ele sentiu sua substituição como uma ofensa grave, e em 27 de agosto de 1942, cometeu suicídio aos 55 anos de idade. Chappuis foi enterrado no Cemitério Memorial Kaiser Wilhelm de Berlim, em Westend. Seu túmulo, preservado, é marcado por uma lápide de pedra calcária com uma inscrição e um relevo de águia com uma cruz de ferro.

## Carreira

### Patentes
Generallentnant

### Condecorações
| Cruz de Ferro 2ª Classe                                 |
| Cruz de Ferro 1ª Classe                                 |
| Cruz de Cavaleiro da Cruz de Ferro 15 de agosto de 1940 |